# Darryl Way
Darryl Way é um músico inglês de rock e música erudita que, juntamente com Francis Monkman, fundou o Curved Air.
Ele começou seu treinamento musical no Daltngton College of Arts, e mais tarde estudou no Royal College of Music, aonde ele conheceu Monkman. Depois de deixar o Curved Air ele lançou vários discos solo, incluindo Concerto for Electric Violin, que estreou no South Bank Show ao lado da Philharmonia Orchestral em 1987.
Em novembro de 1996 sua ópera, The Russian Opera, foi apresentada no Place Thatre em Londres.